# YAMAHA KUVT

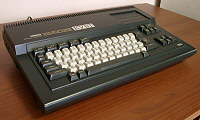
YAMAHA KUVT

YAMAHA KUVT（Ямаха КУВТ）とは、ソビエト連邦の中学校の情報教育で使うために1985年よりヤマハが製造したMSX規格のパソコンである。機体の表面に「YAMAHA」のロゴと「KUVT」もしくは「KUVT2」のロゴ（数字は準拠するMSXの規格を表す）が描かれていたことから、当時のソ連の中学生からは「YAMAHA」（Ямаха）の愛称で呼ばれた。
「КУВТ」とは 「Комплект учебной вычислительной техники」(教育用コンピューティング機器のセット）の略（ru:Комплект учебной вычислительной техникиを参照）。

## 歴史
1985年、ソ連の中等教育で情報教育を開始するにあたって、使用されるコンピュータの国際入札を実施した際、ソ連文部省の要請を受けたヤマハがMSX規格のパソコン「YIS503」をベースとしてロシア語にローカライズしたキーボードとソフトウェアが付属した特製モデルを製作したことが決め手となり、「YAMAHA」が導入されることになった。
1985年9月から10月にかけて、第一弾として4200台の「YAMAHA」が、スター精密のモニタとセットで駐日ソビエト連邦通商代表部を通じて日本からソ連に輸出され、1985年12月にはソ連側でも受領を確認したとソ連政府の記録にある。日本のMSX専門誌である「MSXマガジン」によると、トータルでは約7000台が輸出されたらしい。
1986年度以降の「KUVT」ではソ連の国産機がメインとなったため、最終的に「YAMAHA」が導入されたのは一部の学校に留まったものの、1980年代半ばから1990年代初頭にかけて中学校の情報教育の授業で使用された。

## システム一式

### 基本クラス
基本クラスは、教育課程で直接使用されるためのものである。パッケージに含まれる物は、以下の通り:
- 先生用のシステムが1つ:
  - コンピュータ:YIS-503IIR（KUVT） - 拡張スロットにFD-51ドライブコントローラー、および外部のFD-05Rドライブ
  - またはコンピュータ:YIS-805/128R（KUVT2）
    - 720 KBの容量を持つ2台の組込3インチドライブ
    - セットには、MSX-DOSおよびCP/Mオペレーティングシステムを搭載したフロッピーディスクが含まれている。

  - カラーモニタ
  - プリンタ

- 生徒用のシステムが9つ：
  - コンピューター:YIS-503IIR（KUVT）またはYIS-503IIIR（KUVT2）
    - 組込OSとしてCP/MをROMの形式で内蔵している。
    - KUVTおよびKUVT2のいずれも内蔵ドライブを持たない。

  - グリーンの単色モニタ
  - KUVTとKUVT2で異なる、ネットワーク用の取り外し可能なネットワークモジュール。

すべてのコンピュータは、バスを介してローカルネットワークに統合されていた。プログラムまたはデータのロードと保存は、先生のシステムを使用して実行された。

### 工作クラス
工作クラスは、教育機関で使用するためのプログラムおよび推奨される教育メソッドの開発を目的としている。パッケージに含まれる物は、以下の通り:
- それぞれ同じシステムが10システム：
  - コンピューターYIS-805 / 128R（KUVT2）
  - カラーモニター
- プリンター2台

工作クラスのコンピュータは、ローカルエリアネットワークに接続することもできる。

### 周辺機器
ヤマハのMSX規格コンピュータを使用したクラスにおいては、STAR（スター精密）製のモニター（カラーCRT-14CLR、およびモノクロCRT-12GRN）が使用され、またMSX2規格のクラスにおいては、七尾電機（EIZO）のEIZO 8020カラーモニターおよびEIZO 3010モノクロモニター（CRT、グリーン）が配備されていた。Star Gemini 10XRプリンターも使用された。

## 参照
1. ↑  “Протокол рабочего совещания секции информатики и вычислительной техники в учебных заведениях НТС при МВК ВТ”. Архив академика А.П. Ершова (1985年12月16日). 2019年8月22日閲覧。
2. ↑  『MSX MAGAZINE 永久保存版3』 p.140